# Siphona grandistylum
Siphona grandistylum är en tvåvingeart som beskrevs av Pandelle 1894. Siphona grandistylum ingår i släktet Siphona och familjen parasitflugor. Arten är reproducerande i Sverige. Inga underarter finns listade i Catalogue of Life.